# Liste der Verkehrsminister Ägyptens
Die Liste der ägyptischen Verkehrsminister nennt alle Amtsinhaber seit der Entstehung des Ministeriums im Kabinett Abaid am 5. Oktober 1999. Husni Mubarak ernannte als Nachfolger für Suleiman Metwalli, der das bis dahin kombinierte Ministerium für Verkehr und Kommunikation leitete, Ahmad Nazif zum Minister für Kommunikation und Informationstechnologie und Ibrahim El-Demeiri zum Minister für Verkehr.
| Minister                        | Beginn der Amtszeit | Ende der Amtszeit | Kommentare                                   | Refs        |
| ------------------------------- | ------------------- | ----------------- | -------------------------------------------- | ----------- |
| Hamdi Abdel-Salam El-Shayeb     | 11. März 2002       | 1. Mai 2004       | Amt eingerichtet                             |             |
| Essam Sharaf                    | 12. Juli 2004       | 15. Februar 2005  |                                              |             |
| Mohamed Lotfi Mansour           | 15. Februar 2005    | Oktober 2009      |                                              |             |
| Alaa El Din Mohamed Fahmy       | 3. Januar 2010      | 29. Januar 2011   |                                              |             |
| Atef Abdel-Hamid Mostafa        | 29. Januar 2011     | 21. Juli 2011     |                                              |             |
| Ali Zain al-Abidin Salem Haikal | 21. Juli 2011       | 21. November 2011 |                                              |             |
| Galal Moustafa Mohamed Saed     | 7. Dezember 2011    | 2. August 2012    |                                              |             |
| Mohamed Raschad al-Matini       | 2. August 2012      | 17. November 2012 |                                              |             |
| Hatem Abdel Latif               | 5. Januar 2013      | Juni 2013         | Endet mit dem ägyptischen Staatsstreich 2013 |             |
| Dr. Ibrahim El-Demiri           | 2013                |                   |                                              |             |
| Saad el Geyoushi                | September 2015      |                   |                                              | [ 2 ]       |
| Galal Saeed                     | 2016                |                   |                                              | [ 3 ]       |
| Hisham Arafat                   | Februar 2017        | Februar 2019      |                                              | [ 4 ] [ 5 ] |
| Kamel al-Wazir                  | März 2019           |                   |                                              | [ 6 ]       |